# 中國尖齒獸屬
中华尖齒獸（學名：Sinoconodon）是一種史前的原始哺乳動物，可以追溯至約1億9300萬年前的侏罗纪早期。雖然牠們似乎與摩爾根獸最為接近，但牠們仍與哺乳形類的牙齒及生長習性仍有很大差別。牠們像爬行動物般會更換大部份的牙齒，且生長得很慢，但卻直至死亡仍在生長。
一般認為中华尖齒獸都比其他哺乳形類較為原始，例如幾百萬年後出現的柱齒獸目及摩根齒獸目。

## 外部連結
- Mammaliformes from Palaeos
- Mammals of the Mesozoic: The least mammal-like mammals